# Cuarteto de cuerda n.º 2 (Glass)
El Cuarteto de cuerda n.º 2, también conocido por su otro título Company, es un cuarteto de cuerda del compositor estadounidense Philip Glass. Esta composición fue terminada en enero de 1983 en la Nueva York, e iba a ser una pieza de música instrumental para la adaptación de Fred Neumann de la novela de 1979 de Samuel Beckett con el mismo nombre.

## Composición
Después de retirar su primer boceto de un cuarteto de cuerda en 1963, Philip Glass compuso su Cuarteto de cuerda n.º 2, diecisiete años después de su primer cuarteto, aunque no fue concebido inicialmente como música de cámara, sino para el teatro. Esta obra fue compuesta como consecuencia de la colaboración de Glass con el cuarteto Mabou Mines. Glass se casaría con JoAnne Akalaitis, uno de sus miembros. Glass decidió arreglar la música que había compuesto para Company de Samuel Beckett, y como resultado produjo una obra pensada para ser un concierto en sí misma.

## Estructura
Esta composición consta de cuatro movimientos y dura aproximadamente nueve minutos. Los movimientos son los siguientes:
1. = 96
2. = 160
3. = 96
4. = 160

El principal tema de esta obra está subyugado a los arpegios en tonalidades menores a lo largo de sus cuatro movimientos. Todos los movimientos de esta obra monocroma están estrechamente relacionados entre sí. Esta composición está escrita para cuarteto de cuerda, pero ha sido interpretada por orquestas de cuerda.

## Grabaciones notables
A continuación se listan grabaciones notables de esta pieza:
| Orquesta/Cuarteto | Director    | Sello    | Año de grabación | Formato |
| ----------------- | ----------- | -------- | ---------------- | ------- |
| Kronos Quartet    | n/a         | Nonesuch | 1995             | CD      |
| Ulster Orchestra  | Takuo Yuasa | Naxos    | 1999             | CD      |